# Tridax mexicana
Tridax mexicana là một loài thực vật có hoa trong họ Cúc. Loài này được A.M.Powell miêu tả khoa học đầu tiên năm 1963.